# I've got a すんごいですね ROCK'N ROLL HEART
「I've got a すんごいですね ROCK'N ROLL HEART」（アイブ・ガット・ア・すんごいですね ロックンロールハート）は、所ジョージが1984年に発表した楽曲。1984年5月1日に通算15枚目のシングルとして発売。発売元はEPIC･ソニー（現：エピックレコードジャパン）。
公式略称は「すんごいですね」。

## 概要
当時、所がレギュラー出演していた『笑っていいとも!』（フジテレビ系）のコーナー「J&Jのスゴイですネェ!」（後述）のテーマ曲。番組内でも所が発した“すんごいですねェ～!”は流行語になり、1984年の第1回新語・流行語大賞で「流行語部門・大衆賞」を受賞している（表記は「す・ご・い・で・す・ネッ」）。
当時では珍しいプロモーション・ビデオも制作されており、3人の外国人女性（通称「所沢シスターズ」）や着ぐるみのゴリラも登場するなど、ユニークな作品となった。
なお「CR所さんのすんごいパチンコ台」の通常図柄大当たり中に、この楽曲のリミックス版を聞くことができる。

## 収録曲
両曲　作詞・作曲：所ジョージ　編曲：幾見雅博
1. I've got a すんごいですね ROCK'N ROLL HEART
  - アルバム『FROM TOKOROZAWA WITH LOVE 〜所沢より愛をこめて』（1984年7月10日発売）に収録。
  - 所のバップ移籍後に再録音版が発売されている（こちらはアルバム『20周年カニバーサミー2』（1997年12月1日発売）に収録）。
2. Sexy Night Blues
  - アルバム『PILE DRIVER』（1983年3月5日発売）に収録。

## J&Jのスゴイですネェ!
J&Jのスゴイですネェ!（ジェイアンドジェイのすごいですねぇ）とは、フジテレビ系バラエティ番組『森田一義アワー 笑っていいとも!』の水曜日にて放送されていたコーナー。放送期間は1984年4月4日から同年9月26日まで。コーナー名の“J&J”は、メイン出演者である所ジョージの“Jo-ji”（ジョージ）と高田純次の“Junji”（純次）の頭文字からとっている。所と高田が毎回様々な小話やコントを披露。バックバンドとして女性3人組のキーボードユニット「COSMOS(COSMOS-keyboards trio-)」が出演。コーナー冒頭で所が歌うテーマ曲を演奏（サポートにギターとシンセ・ドラムの男性がいた）していた。なお、コーナーのテーマ曲はその後、「所ジョージさんの頭悪いんじゃないの?」（1985年～1987年）コーナーでも使用された。